# Ardrass Church
Die Ardrass Church (auch St. Patrick's Chapel) ist eine kleine rechteckige Kapelle im County Kildare in Irland aus dem 15. Jahrhundert.
Sie liegt südwestlich der Stadt Celbridge und zugleich 25 Kilometer westlich von Dublin an der Regionalstraße R 403.
Das Gebäude hat im Osten zwei übereinander liegende Fenster und ein Portal an der Südseite.
Die Kirche ist eine der ganz wenigen überkommenen, noch mit Steinplatten bedachten, mittelalterlichen Kirchen des Landes. Die schwere Steindachkonstruktion wird von einem Spitzgewölbe gestützt. Das Gebäude wurde bereits im Jahr 1888 restauriert und ist 1890 zum National Monument erklärt worden.